# David Oppegaard
David Oppegaard (Lake Crystal, Minnesota) es un novelista estadounidense.
En 2008 publicó su primera novela: Los recolectores de suicidas, la cual tuvo gran acogida entre la crítica siendo nominada al Premio Bram Stocker por la Horror Writers Association.
Al año siguiente publicó su segundo trabajo: Woormwood, Nevada.
Asistió a la Saint Olaf College y a la Universidad Hamline (ambas en Minnesota) donde obtuvo un certificado en Bellas Artes en la primera y un Máster de literatura en la segunda.